# Velocidad de arrastre
La velocidad de arrastre aparece asociada al estudio del movimiento relativo. Es uno de los términos que definen la velocidad absoluta de un punto cuya trayectoria viene dada por dos sistemas de referencia, uno cuyo origen consideramos fijo (O), y otro que está en movimiento respecto al primero (O'). En concreto, se trata de la velocidad del movimiento de O' respecto a O. 
El concepto de velocidad de arrastre puede ilustrarse con un ejemplo sencillo. Si se considera un yoyo que sube y baja y además da vueltas sobre sí mismo, la velocidad de cada uno de los puntos del borde del yoyo respecto a un punto fijo vendrá dada por la superposición de la velocidad del movimiento lineal del centro del yoyo con la velocidad asociada a la rotación alrededor del centro. En este ejemplo se pueden definir dos sistemas de referencia, uno centrado en el punto fijo, como por ejemplo la mano que sujeta el yoyo (O), y otro centrado en un punto móvil (el centro del yoyo, O'). La velocidad de arrastre en este caso será la velocidad de traslación del centro del yoyo. La velocidad absoluta es la velocidad de arrastre más la velocidad relativa al centro del yoyo.
La velocidad de arrastre, que como hemos dicho representa la variación con respecto al tiempo del vector de posición definido desde el origen fijo al origen del sistema móvil, puede tener una contribución de traslación como en el ejemplo anterior y/o una componente de cambio de orientación, es decir, un giro del sistema móvil respecto al fijo. Dicho en otros términos, es la velocidad de un punto del sistema móvil coincidente, instante por instante, con el vector posición respecto al sistema fijo de un punto p que pertenece al fijo (esta velocidad incluye la traslación y/o la rotación del punto)

## Ejemplo de aplicación
Cálculo de la velocidad absoluta de un punto P con respecto a un origen O en un sistema móvil